# Matonia foxworthyi
Matonia foxworthyi är en ormbunkeart som beskrevs av Edwin Bingham Copeland. Matonia foxworthyi ingår i släktet Matonia och familjen Matoniaceae. Inga underarter finns listade.